# Conrad Breunig
Pour les articles homonymes, voir Breunig.
Conrad Breunig (Conrad ou Konrad ; Breunig, Breunich ou Breuning), né le 1er mars 1741 à Deidesheim (Deydesheim à l'époque) et mort le 16 juin 1816 à Vienne, est un altiste, flûtiste, organiste et compositeur allemand de musique classique.

## Biographie
Conrad Breunig est né le 1er mars 1741 à Deidesheim en Rhénanie, dans le Saint-Empire romain germanique.
Élève du gymnasium jésuite de Speyer, il est vers 1769 musicien à la cour épiscopale de Tournai,,.
De mars 1772 à juin 1773, Breunig est maître de concert à l'orchestre de la cour de Nassau-Weilburg à Kirchheimbolanden,, où la vie artistique était florissante, en particulier la musique de cour, l'enfant chéri de Caroline d'Orange, sous la direction des maîtres de concert Breunig, Rothfischer, Demachi, Neubauer et l'Eveque. Suivant Schubart, cité par Heinrich Lehmacher qui a fait l'historique de la Cour de Nassau-Weilburg, les musiciens de l'orchestre n'étaient pas des virtuoses mais l'ensemble était homogène et, d'après le témoignage de solistes invités, meilleur que dans des Cours plus grandes.
Mais Conrad Breunig est licencié le 18 juin 1773 par le prince Carl Christian von Nassau-Weilburg bien qu'il ait supplié le prince de ne rien en faire, arguant du fait qu'il n'aurait aucune chance de trouver un emploi convenable dans une autre cour, car on tenterait de « percer le secret de son absence de pain dans une conduite immorale ».
Vers 1775, Breunig réside dans sa ville natale de Deidesheim, avant de résider durant la deuxième moité des années 1770 et le début des années 1780 à Mayence, bien qu'il n'y ait aucune trace de lui dans les archives de cette ville,,.
Il s'installe ensuite à Vienne, où il meurt en juin 1816 à l'âge de 75 ans.

## Œuvre
- 1768 : Six Duo pour deux violons, op. 1[1] ;

- 1769 : Six Sonates pour un violon et basse, op. 2[1] ;

- non daté : Six Trios concertants à flûte ou violon, op. 4[8] ;

- 1777 : Six Sonates pour le clavecin ou le forte-piano avec un violon obligé, op. 5, dédiées au comte d'Ingelheim et publiées à Bruxelles chez Van Ypen & Pris et à Paris chez M. Cornouaille[9],[10],[11] ;

- 1777/1778 : Trois quartetto pour flûte, violon, alto et violoncelle, op. 6, publiés à Bruxelles chez Van Ypen & Pris[12],[13] ;

- 1779 : Sei Duetti per Violino e Alto Viola, op. 7[14].

## Enregistrement
- Mozart und die hofmusik in Kirchheimbolanden, Kurpfälzisches Kammerorchester, dir. Hans Oskar Koch (label Unisono)[15]